# M-62 (plataforma de satélite)
M-62 é a designação de uma plataforma de satélites multimissão desenvolvida pelo OKB-1, tendo sido usada na segunda leva de espaçonaves do Programa Marte e também no Programa Vênera. Esta plataforma desenvolvida entre 1961 e 1962, foi a evolução do protótipo anterior, a M-60.

## Objetivos
Foram desenvolvidas quatro variantes desse modelo com diferentes objetivos:
- M-62-1 - pousar em Vênus
- M-62-2 - Estudo de Vênus e da trajetória de voo para atingi-lo
- M-62-3 - pousar em Marte
- M-62-4 - Estudo de Marte e da trajetória de voo para atingi-lo

## Cronologia
Todos os lançamentos foram efetuados por foguetes Molniya. 
- M-62-1 No.1 - Sputnik 19 25 de agosto de 1962 02:52:00 UTC - Falha no quarto estágio.[4]
- M-62-1 No.2 - Sputnik 20 01 de setembro de 1962 02:24:00 UTC - Falha no quarto estágio.[5]
- M-62-2 No.1 - Sputnik 21 12 de setembro de 1962 01:40:00 UTC - Falha no quarto estágio.[6]
- M-62-4 No.1 - Sputnik 22 24 de outubro de 1962 17:55:04 UTC - Explosão na turbina de um dos motores. Destroços reentraram em 29 de Outubro de 1962.[7]
- M-62-4 No.4 - Marte 1 01 de novembro de 1962 16:14:16 UTC - Sucesso parcial. Devido a problemas nos sistemas a bordo ele passou a 197.000 km de Marte. Contato perdido em 21 de Março de 1963.[8]
- M-62-3 No.1 - Sputnik 24 04 de novembro de 1962 15:35:15 UTC - Falha no segundo estágio impediu o acesso à órbita desejada. Reentrou em 5 de Novembro de 1962.[9]